# Матјеј Видра
Матјеј Видра (чеш. Matěj Vydra; 1. мај 1992) чешки је професионални фудбалер који тренутно наступа на позицији нападача за Бернли и репрезентацију Чешке.
Каријеру је почео 2008. у клубу Височина Јилхава, у којем је претходно играо пет година као јуниор. Године 2010. прешао је у Бањик Остраву, гдје је провео само пола сезоне, након чега је прешао у Удинезе, за који је одиграо три утакмице и послат је на позајмицу у Клуб Бриж, за који је одиграо само једну утакмицу. Године 2012. отишао је на позајмицу у Вотфорд, а након једне сезоне, отишао је на позајмицу у Вест Бромич албион, гдје је провео такође једну сезону, а затим се вратио на позајмицу у Вотфорд. Послије једне сезоне, у којој је постигао 16 голова у Чемпионшипу, Вотфорд је откупио његов уговор, али је у сезони 2015/16. одиграо само једну утакмицу и отишао је на позајмицу у Рединг. Године 2016. прешао је у Дарби Каунти, гдје је провео двије године и постигао је 27 голова у свим такмичењима, након чега је, 2018. прешао у Бернли.
Прошао је велики број млађих селекција репрезентације, а за сениорску репрезентацију Чешке дебитовао је 2012. након чега је играо на Европском првенству 2020.

## Клупска каријера
Каријеру је почео 2008. у клубу Височина Јилхава, у којем је претходно играо пет година као јуниор, а у јануару 2010. са 17 година, прешао је у Бањик Остраву, за 20 милиона чешких круна (765,000 евра). У клубу је провео шест мјесеци, одиграо је 14 утакмица и постигао је четири гола, од чега два на својој другој утакмици за клуб, у побједи од 4:1 против Јаблонеца, након што је ушао у игру у 80. минуту.

### Удинезе
У јуну 2010. прешао је у Удинезе, а добио је награду за откриће године у Чешкој од стране новинара.. За клуб је одиграо само двије утакмице у Серији А, након чега је отишао на позајмицу у Клуб Бриж за сезону 2011/12. Због повреде, одиграо је само једну утакмицу, након чега се вратио у Удинезе, али није играо у другом дијелу сезоне.

#### Позајмица у Вотфорд
У јулу 2012. отишао је на позајмицу у Вотфорд за сезону 2012/13. Први гол за клуб постигао је 18. августа 2012. у побједи од 3:2 против Кристал Паласа.
На дан 10. новембра, постигао је два гола у побједи од 6:1 на гостовању против Лидс јунајтеда. На дан 22. децембра постигао је два гола у побједи од 2:0 против Нотингем Фореста, а недељу дана касније, постигао је два гола у побједи од 3:1 на гостовању против Брајтон и Хоув албиона. На дан 12. јануара, постигао је два гола у побједи од 2:1 на гостовању против Мидлсброа у 27. колу, након чега је постигао два гола у побједи од 4:0 против Хадерсфилда у 28. колу и два гола у побједи од 3:0 на гостовању против Нотингем Фореста у 29. колу. Недељу дана касније, постигао је гол и уписао асистенцију у побједи од 2:1 против Болтона у 30. колу. Послије двије утакмице без гола, 20. гол у сезони, постигао је у побједи од 2:1 против Дарбија, 23. фебруара 2013.
На дан 25. марта 2013, објављено је да је добио награду за фудбалера године у Чемпионшипу, у својој првој сезони у Енглеској, а награду је освојио испред Глена Мареја из Кристал Паласа и Тома Инчеа из Блекпула. До краја сезоне, није дао гол на 13 утакмица заредом и сезону је завршио са одиграном 41 утакмицом и 20 постигнутих голова. У реванш утакмици полуфинала плеј офа за пласман у Премијер лигу, постигао је два гола у побједи од 3:1 против Лестер Ситија; Лестер је побиједио 1:0 у првој утакмици, али је Вотфорд прошао даље због веће побједе. У финалу плеј офа, повриједио је чланак и морао је да изађе на полувремену, а Вотфорд је изгубио од Кристал Паласа 1:0 на продужетке.

#### Позајмица у Вест Бромич албион
На почетку сезоне 2013/14. вратио се у Удинезе, гдје је одиграо једну утакмицу и постигао гол у побједи од 4:0 против Широког бријега у трећој рунди квалификација за Лигу Европе. На дан 13. августа 2013, отишао је на позајмицу у Вест Бромич албион. Први гол за клуб постигао је 21. децембра, у ремију 1:1 против Хал Ситија. На дан 22. фебруара 2014, постигао је други гол за клуб, у ремију 1:1 против Фулама. Трећи гол, постигао је у ремију 3:3 против Тотенхема, гдје је постигао гол након 28 секунди. Сезону је завршио са 23 одигране утакмице и три постигнута гола.

#### Повратак у Вотфорд
На дан 26. јуна 2014. отишао је поново на позајмицу у Вотфорд, са правом откупа уговора. У првом колу Чемпионшипа, постигао је гол у побједи од 3:0 против Болтона. У деветом колу, постигао је гол у ремију 2:2 на гостовању против Блекберн роверса, након чега је постигао гол за побједу од 2:1 против Брентфорда у 10 колу. Послије десет утакмица без гола, постигао је гол у побједи од 7:2 против Блекпула, након што је Блекпул водио 2:0 на полувремену. На дан 28. фебруара 2015. постигао је два гола у побједи од 3:2 на гостовању против Лидса, након преокрета, јер је Лидс водио 2:0. На дан 25. априла, ушао је у игру у другом полувремену и постигао је гол у побједи од 2:0 против Брајтон и Хоув албиона, чиме је Вотфорд обезбиједио пласман у Премијер лигу. Сезону је завршио са одигране 42 утакмице и 16 постигнутих голова.

### Вотфорд
У јулу 2015. потписао је петогодишњи уговор са Вотфордом. Сезону је почео као трећи нападач, иза Одиона Игала и Троја Динија, а 25. августа 2015. играо је у поразу 1:0 од Престона у Лига купу, што је била једина утакмица на којој је играо.

#### Позајмица у Рединг
На дан 1. септембра 2015, отишао је на позајмицу у Рединг за сезону 2015/16. за 2,5 милиона фунти, са правом откупа уговора за 10 милиона фунти, ако се клуб пласира у Премијер лигу. За клуб је дебитовао 11. септембра, у побједи од 5.1 против Ипсвича. Први гол постигао је 31. октобра, у ремију 1:1 против Брајтон и Хоув албиона.
На дан 19. јануара 2016, постигао је хет трик у побједи од 5:2 против Хадерсфилда, у поновљеном мечу треће рунде ФА Купа, након што је Хадерсфилд водио 2:0. Десет дана касније, постигао је два гола у побједи од 4:0 против Валсала у четвртој рунди ФА Купа. На дан 5. априла, постигао је гол у побједи од 2:1 против Нотингем Фореста. Одиграо је укупно 36 утакмица у свим такмичењима и постигао је девет голова, захваљујући чему је био други стријелац клуба, иза Ника Блекмена.

### Дарби Каунти
На дан 27. августа 2016, прешао је у Дарби Каунти за осам милиона фунти и потписао је четворогодишњи уговор. Први гол за клуб постигао је 24. септембра, у поразу 2:1 од Блекберн роверса. Сезону је завршио са одигране 33 утакмице и пет постигнутих голова. Играо је на више позиција, јер су поред њега, у нападу били и Џони Расел, Том Инче, Дарен Бент и Дејвид Наџент.
Први гол у сезони 2017/18, постигао је за побједу од 1:0 против Престона у трећем колу, након чега је постигао два гола у побједи од 5:0 против Хал Ситија у шестом колу. На дан 25. новембра 2017, постигао је први хет трик за клуб, у побједи од 3:0 на гостовању против Мидлсброа. Након продаје Инчеа, који је био најбољи стријелац клуба у сезони 2016/17, као и довођења нападача Сема Винала и Камерона Џерома, Видра је играо на позицији другог нападача, иза Винала, Џерома, Наџента или Криса Мартина, за шта је изјавио да му је најдража позиција.
У априлу 2018. уврштен је у тим године Чемпионшипа, као и у тим године по избору играча. Сезону је завршио са одиграних 40 утакмица и 21 постигнутим голом и добио је награду за најбољег стријелца Чемпионшипа. На дан 1. маја, добио је три награде на клупској церемонији на крају сезоне: награду за играча године, награду за играча године по избору играча награду Џек Стампс играч године. Средином маја, у полуфиналу плеј офа за пласман у Премијер лигу, Дарби је изгубио од Фулама.
У јулу 2018. преговарао је са Лидсом о могућем преласку у клуб, али, након неколико недеља преговора, трансфер је отказан јер није постигао договор о примањима.

### Бернли
На дан 7. августа 2018. прешао је у Бернли, са којим је потписао трогодишњи уговор. Први гол постигао је 30. августа, на дебију за клуб, у ремију 1:1 против Олимпијакоса, у плеј офу за пласман у Лигу Европе. Први гол у Премијер лиги, постигао је 22. септембра, у побједи од 4:0 против Борнмута у шестом колу, чиме је Бернли остварио прву побједу у сезони.
На дан 15. фебруара 2020, постигао је први гол након септембра 2018. у побједи од 2:1 против Саутемптона, а гол је касније изабран за гол мјесеца Премијер лиге за фебруар. Сезону 2019/20. завршио је са одиграних 19 утакмица и два постигнута гола.
Први гол у сезони 2020/21. постигао је 17. септембра, у ремију 1:1 против Шефилд јунајтеда, у другој рунди Лига купа, након чега је дао гол из пенала, у побједи од 5:4 на пенале. Недељу дана касније, постигао је гол у побједи од 2:0 на гостовању против Милвола у трећој рунди Лига купа. Први гол у Премијер лиги, постигао је 3. марта 2021. у ремију 1:1 против Лестера. Сезону је завршио са одиграних 28 утакмица и три постигнута гола.

## Репрезентативна каријера
Играо је за пет млађих селекција репрезентације, а за сениорску репрезентацију Чешке први позван у августу 2012. за утакмицу против Данске у квалификацијама за Свјетско првенство 2014. и за пријатељску утакмицу против Финске. Дебитовао је 8. септембра, у ремију 0:0 против Данске; одиграо је до 73. минута, када је умјесто њега ушао Франтишек Рајторал. Прве голове за репрезентацију постигао је 26. марта 2013. у побједи од 3:0 против Јерменије у квалификацијама за Свјетско првенство 2014, када је постигао прва два гола на утакмици.
На дан 27. маја 2021. нашао се у тиму за Европско првенство 2020, које је због пандемије ковида 19 помјерено за 2021. На дан 4. јуна играо је у поразу 4:0 од Италије у пријатељској утакмици; ушао је у игру у 61. минуту, умјесто Јакуба Јанкта. На првенству, у првом колу групе Д, ушао је у игру у 72. минуту умјесто Јанкта, а Чешка је побиједила Шкотску 2:0, са два гола Патрика Шика. У другом колу није улазио у игру, а Чешка је ремизирала 1:1 против Хрватске. У трећем колу, у поразу 1:0 од Енглеске, ушао је у игру у 84. минуту, умјесто Томаша Холеша; упркос поразу, Чешка је прошла даље са трећег мјеста. У осмини финала није играо, а Чешка је побиједила Холандију 2:0. У четвртфиналу, ушао је у игру у 79. минуту, умјесто Шика, а Чешка је изгубила 2:1 од Данске.

## Статистика каријере

### Клубови
Ажурирано након утакмице игране 23. маја 2021.
| Клуб                           | Сезона            | Лига              | Лига  | Лига | Национални куп | Национални куп | Лига куп | Лига куп | Остало | Остало | Укупно | Укупно |
| Клуб                           | Сезона            | Лига              | Утак. | Гол. | Утак.          | Гол.           | Утак.    | Гол.     | Утак.  | Гол.   | Утак.  | Гол.   |
| ------------------------------ | ----------------- | ----------------- | ----- | ---- | -------------- | -------------- | -------- | -------- | ------ | ------ | ------ | ------ |
| Височина Јихлава               | 2008/09.          | Друга лига Чешке  | 12    | 2    | 0              | 0              | —        | —        | —      | —      | 12     | 2      |
| Височина Јихлава               | 2009/10.          | Друга лига Чешке  | 15    | 3    | 2              | 1              | —        | —        | —      | —      | 17     | 4      |
| Височина Јихлава               | Укупно            | Укупно            | 27    | 5    | 2              | 1              | —        | —        | —      | —      | 29     | 6      |
| Бањик Острава                  | 2009/10.          | Прва лига Чешке   | 14    | 4    | —              | —              | —        | —        | —      | —      | 14     | 4      |
| Удинезе                        | 2010/11.          | Серија А          | 2     | 0    | 1              | 0              | —        | —        | —      | —      | 3      | 0      |
| Удинезе                        | 2011/12.          | Серија А          | 0     | 0    | 0              | 0              | —        | —        | 0      | 0      | 0      | 0      |
| Удинезе                        | 2013/14.          | Серија А          | 0     | 0    | 0              | 0              | —        | —        | 1      | 1      | 1      | 1      |
| Удинезе                        | Укупно            | Укупно            | 2     | 0    | 1              | 0              | —        | —        | 1      | 1      | 4      | 1      |
| Клуб Бриж (позајмица)          | 2011/12.          | Прва лига Белгије | 1     | 0    | 1              | 0              | —        | —        | 0      | 0      | 2      | 0      |
| Вотфорд (позајмица)            | 2012/13.          | Чемпионшип        | 41    | 20   | 1              | 0              | 2        | 0        | 3      | 2      | 47     | 22     |
| Вест Бромич албион (позајмица) | 2013/14.          | Премијер лига     | 23    | 3    | 1              | 0              | 1        | 0        | —      | —      | 25     | 3      |
| Вотфорд (позајмица)            | 2014/15.          | Чемпионшип        | 42    | 16   | 1              | 0              | 2        | 0        | —      | —      | 45     | 16     |
| Вотфорд                        | 2015/16.          | Премијер лига     | 0     | 0    | —              | —              | 1        | 0        | —      | —      | 1      | 0      |
| Вотфорд                        | 2016/17.          | Премијер лига     | 1     | 0    | —              | —              | 1        | 0        | —      | —      | 2      | 0      |
| Вотфорд                        | Укупно            | Укупно            | 43    | 16   | 1              | 0              | 4        | 0        | —      | —      | 48     | 16     |
| Рединг (позајмица)             | 2015/16.          | Чемпионшип        | 31    | 3    | 5              | 6              | —        | —        | —      | —      | 36     | 9      |
| Дарби каунти                   | 2016/17.          | Чемпионшип        | 33    | 5    | 3              | 0              | 0        | 0        | —      | —      | 36     | 5      |
| Дарби каунти                   | 2017/18.          | Чемпионшип        | 40    | 21   | 1              | 0              | 1        | 1        | 2      | 0      | 44     | 22     |
| Дарби каунти                   | Укупно            | Укупно            | 73    | 26   | 4              | 0              | 1        | 1        | 2      | 0      | 80     | 27     |
| Бернли                         | 2018/19.          | Премијер лига     | 13    | 1    | 2              | 0              | 1        | 0        | 1      | 1      | 17     | 2      |
| Бернли                         | 2019/20.          | Премијер лига     | 19    | 2    | 2              | 0              | 1        | 0        | —      | —      | 22     | 2      |
| Бернли                         | 2020/21.          | Премијер лига     | 28    | 3    | 3              | 1              | 3        | 2        | —      | —      | 34     | 6      |
| Бернли                         | Укупно            | Укупно            | 60    | 6    | 7              | 1              | 5        | 2        | 1      | 1      | 73     | 10     |
| Укупно у каријери              | Укупно у каријери | Укупно у каријери | 315   | 83   | 23             | 8              | 13       | 3        | 7      | 4      | 358    | 98     |

1. ↑  Укључује Куп Чешке, Куп Белгије, Куп Италије и ФА куп
2. ↑  Укључује Енглески Лига куп
3. 1 2  Наступ у Лиги Европе
4. 1 2  Наступи у плеј офу за пласман у Премијер лигу.

### Репрезентација
Ажурирано након утакмице игране 3. јула 2021.
| Репрезентација | Година | Наступи | Голови |
| -------------- | ------ | ------- | ------ |
| Чешка          |        |         |        |
| 2012.          | 4      | 0       |        |
| 2013.          | 5      | 2       |        |
| 2014.          | 6      | 2       |        |
| 2015.          | 0      | 0       |        |
| 2016.          | 5      | 1       |        |
| 2017.          | 0      | 0       |        |
| 2018.          | 4      | 0       |        |
| 2019.          | 2      | 0       |        |
| 2020.          | 6      | 1       |        |
| 2021.          | 7      | 0       |        |
| Укупно         | Укупно | 39      | 6      |

#### Голови за репрезентацију
Ажурирано након утакмице игране 11. октобра 2020.
| ‡ | Гол из пенала |

| Број | Датум             | Локација                                  | Противник | Гол за | Коначан резултат | Такмичење                                 |
| ---- | ----------------- | ----------------------------------------- | --------- | ------ | ---------------- | ----------------------------------------- |
| 1    | 26. март 2013.    | Републикански стадион, Јереван, Јерменија | Јерменија | 1:0    | 3:0              | Квалификације за Свјетско првенство 2014. |
| 2    | 26. март 2013.    | Републикански стадион, Јереван, Јерменија | Јерменија | 2:0    | 3:0              | Квалификације за Свјетско првенство 2014. |
| 3    | 5. март 2014.     | Еден арена, Праг, Чешка Република         | Норвешка  | 2:1    | 2:2              | Пријатељска                               |
| 4    | 21. мај 2014.     | Олимпијски стадион, Хелсинки, Финска      | Финска    | 1:1    | 2:2              | Пријатељска                               |
| 5    | 29. март 2016.    | Френдс арена, Стокхолм, Шведска           | Шведска   | 1:1    | 1:1              | Пријатељска                               |
| 6    | 11. октобар 2020. | Стадион Семи Офер, Хаифа, Израел          | Израел    | 2:0    | 2:1              | Лига нација 2020/21. — Лига Б             |

## Успјеси

### Клубови
Вотфорд
- Чемпионшип друго мјесто: 2014/15[39]

### Индивидуално
- Тим године Чемпионшипа по избору асоцијације играча (2): 2012/13,[96] 2017/18[97]
- Играч године Чемпионшипа (1): 2013
- Најбољи стријелац Чемпионшипа (1): 2017/18[60]
- Тим године Чемпионшипа (1): 2017/18[61]
- Играч године Дарби Каунтија: 2017/18[64]
- Играч године Дарби Каунтија по избору играча: 2017/18[64]
- Гол мјесеца Премијер лиге : фебруар 2020[98]